# Carl Jóhan Jensen

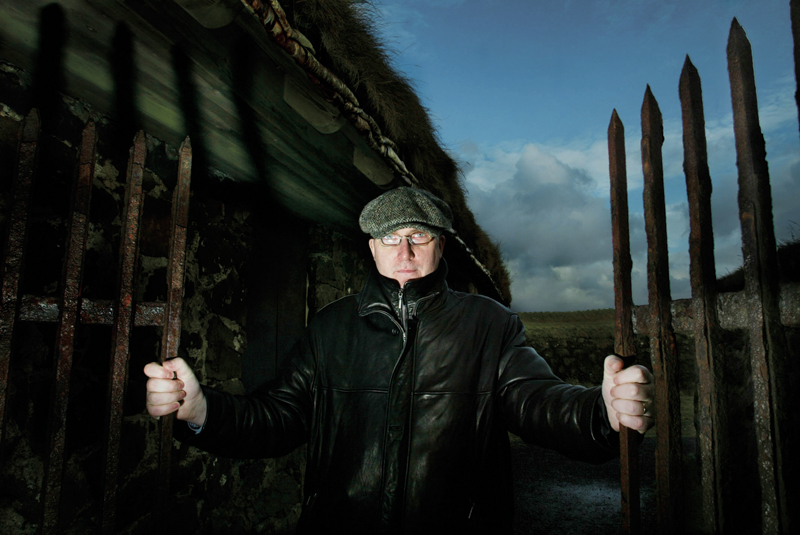
Carl Jóhan Jensen

Carl Jóhan Jensen (* 2. Dezember 1957 in Tórshavn, Färöer) ist ein färöischer Schriftsteller, Literaturkritiker, Publizist und Übersetzer.
Jensen wurde in Tórshavn geboren und wuchs im Tinghúsvegur auf (das ist die Straße am Løgtingsgebäude und dem ehemaligen Hauptsitz der färöischen Telekom). 1973 ging er nach Dänemark, wo er 1976 sein Abitur machte. Im selben Jahr zog er zurück auf die Färöer und arbeitete dort als Journalist. Bis 1981 studierte er Skandinavistik (Schwerpunkt färöische Sprache und Literatur) an der Universität der Färöer. Bis 1987 studierte er weiter in Island allgemeine Literaturwissenschaft und Isländisch. Zusammen mit seiner Frau Kate Sanderson verbrachte er dann ein Jahr in ihrer Heimat Australien. 1990 machte er seinen Abschluss als cand. phil. an der Universität der Färöer. Danach lebte die Familie in Tromsø, wo seine Frau 1993–98 Generalsekretärin der NAMMCO war (Nordatlantische Meeressäuger-Organisation).
1989 bekam Jensen den Literaturpreis der Färöer für sein bisheriges Gesamtwerk. 1991–92 war er Vorsitzender des Rithøvundafelag Føroya (Schriftstellerverband der Färöer) 1998 wurde Jensen für den Literaturpreis des Nordischen Rates nominiert, den er aber nicht erhielt. 2006 und 2015 bekam er erneut den Literaturpreis der Färöer.
2007 wurde Jensen erneut für den Literaturpreis des Nordischen Rates nominiert (aber nicht bekommen), diesmal für seinen Roman Ó – søgur um djevulsskap („O - Geschichten über das Teuflische“).

## Werke
- 1981 – Skríggj (Gedichtsammlung)
- 1984 – Messa á kvøldi og fram undir morgun (Gedichtsammlung)
- 1985 – Lygnir (Gedichtsammlung)
- 1990 – Hvørkiskyn (Gedichtsammlung, nominiert zum nordischen Literaturpreis)
- 1995 – Rúm (Erzählband)
- 1997 – Tímar og rek (Gedichtsammlung)
- 2000 – Mentir og mentaskapur (Essaysammlung)
  - daraus 2006 – „Moriæ Economicum“ in: »Von Inseln weiß ich...« Geschichten von den Färöern (Übersetzt von Inga Meincke, herausgegeben von Verena Stössinger und Anna Katharina Dömling / Unionsverlag)[2]
- 2005 – Ó – Søgur um djevulskap (Roman)
- 2007 –  Beiträger für Von Djurhuus bis Poulsen – färöische Dichtung aus 100 Jahren (wissenschaftliche Beratung: Turið Sigurðardóttir, Linearübersetzungen: Inga Meincke), herausgegeben von Paul Alfred Kleinert